# Silvia Bertagna
Silvia Bertagna (Brixen, 30 november 1986) is een Italiaanse freestyleskiester. Ze vertegenwoordigde haar vaderland op de Olympische Winterspelen 2014 in Sotsji.

## Carrière
Bij haar wereldbekerdebuut, in februari 2013 in Silvaplana, scoorde Bertagna direct haar eerste wereldbekerpunten. In december 2013 behaalde de Italiaanse in Copper Mountain haar eerste toptien klassering in een wereldbekerwedstrijd. Een maand later stond ze in Gstaad voor de eerste maal in haar carrière op het podium van een wereldbekerwedstrijd. Tijdens de Olympische Winterspelen van 2014 in Sotsji eindigde Bertagna als achtste op het onderdeel slopestyle.
Op de wereldkampioenschappen freestyleskiën 2015 in Kreischberg eindigde de Italiaanse als vijfde op het onderdeel slopestyle. Op 2 december 2016 boekte ze in Mönchengladbach haar eerste wereldbekerzege. In het seizoen 2017/2018 won Bertagna de wereldbeker op het onderdeel big air.
In Park City nam de Italiaanse deel aan de wereldkampioenschappen freestyleskiën 2019. Op dit toernooi eindigde ze als vijfde op het onderdeel big air.

## Resultaten

### Olympische Winterspelen
| Jaar | Plaats | Resultaten    |
| ---- | ------ | ------------- |
| 2014 | Sotsji | 8e Slopestyle |

### Wereldkampioenschappen
| Jaar | Plaats      | Resultaten    |
| ---- | ----------- | ------------- |
| 2015 | Kreischberg | 5e Slopestyle |
| 2019 | Park City   | 5e Big air    |

### Wereldbeker
Eindklasseringen
| Seizoen   | Algm | BA     | SS  |
| --------- | ---- | ------ | --- |
| 2012/2013 | 160e | –      | 37e |
| 2013/2014 | 29e  | –      | 4e  |
| 2014/2015 | 79e  | –      | 7e  |
| 2015/2016 | 41e  | –      | 9e  |
| 2016/2017 | 8e   | Zilver | 17e |
| 2017/2018 | 32e  | Goud   | 27e |
| 2018/2019 | 27e  | 4e     | 5e  |
| 2019/2020 | 59e  | 5e     | –   |

Wereldbekerzeges
| Datum           | Plaats          | Onderdeel |
| --------------- | --------------- | --------- |
| 2 december 2016 | Mönchengladbach | Big air   |